# Macleania rupestris
A uva-camarona (Macleania rupestris) é uma espécie de arbusto da família Ericaceae, que se encontra desde Nicarágua até o norte deo Peru, entre os 1.500 y 4.100 m de altitude.

## Descrição
Alcança entre 1,50 a 2,30 m de altura, ramificado quase a nível do chão, apresenta uma copa amplia. Pode crescer ado lado de árvores e se enredar no seus galhos. Suas folhas são simples, alternas, coriáceas, elípticas ou ovaladas, de 11 cm  de longitude por 6 cm de ancho, carnosas. Flores em forma de garrafinha, de cor vermelho, carnosas, de 32 mm de longitude por 10 mm de largo, com brácteas de cor rosado. Frutifica em racimos de até 14 frutos, que nascem de cor rosado, viram verde claro a branco e maduros são de cor púrpura a preto. O fruto é globoso, de 1 a 2 cm de diâmetro, carnoso, sucoso, de sabor doce agradável, com até 96 sementes, pesa uma média de 2,6 g.

## Usos
O fruto é comestível e se utiliza para fabricar sucos, jaleias e vinhos. As pétalas se usam para cozinhar doces. A medicina tradicional atribui propriedades às folhas antidiarreicas em chás.